# Sant'Antioco
Sant'Antioco (sardsky Sàntu Antiògu) je ostrov v Sulciském souostroví jihozápadně od Sardinie. S rozlohou 108,9 km² je čtvrtým největším ostrovem Itálie (po Sicílii, Sardinii a Elbě), žije na něm okolo patnácti tisíc obyvatel v obcích Sant'Antioco, Calasetta a Maladroxia. Ostrov je součástí provincie Sud Sardegna. Je spojen se Sardinií mostem i umělým náspem.
Podle vykopávek byl ostrov osídlen už v dobách nuragské civilizace. Féničané zde založili v 8. století př. n. l. přístav Sulci, který později ovládla Římská říše. Podle Zápisků o občanské válce stáli obyvatelé Sulci na straně Pompeia, za což jim později Julius Caesar uložil vysokou pokutu. Zdrojem příjmů města byla těžba olova. Ve zdejších dolech pracoval také raně křesťanský mučedník svatý Antiochus ze Sulci, po kterém nese ostrov současné jméno. Nad jeho hrobem postavili Byzantinci baziliku, jejíž současná podoba pochází z 11. století. Na ostrově se používá dialekt tabarchino (podle ostrova Nueva Tabarca nedaleko Alicante, odkud přišli v dobách španělské nadvlády zdejší osadníci).
Ostrov Sant'Antioco je vulkanického původu, nejvyšší bod se nachází 271 metrů nad mořskou hladinou. Pobřeží ostrova lemují písečné pláže, využívané pro turistiku. Na ostrově hnízdí ostříž jižní. Místní flóru tvoří žumara nízká, cist, planika a jalovec. V moři okolo ostrova se loví tuňák obecný.